# Pricaz
Pricaz – wieś w Rumunii, w okręgu Hunedoara, w gminie Turdaș. W 2011 roku liczyła 1077 mieszkańców.